# Gernot Brunner

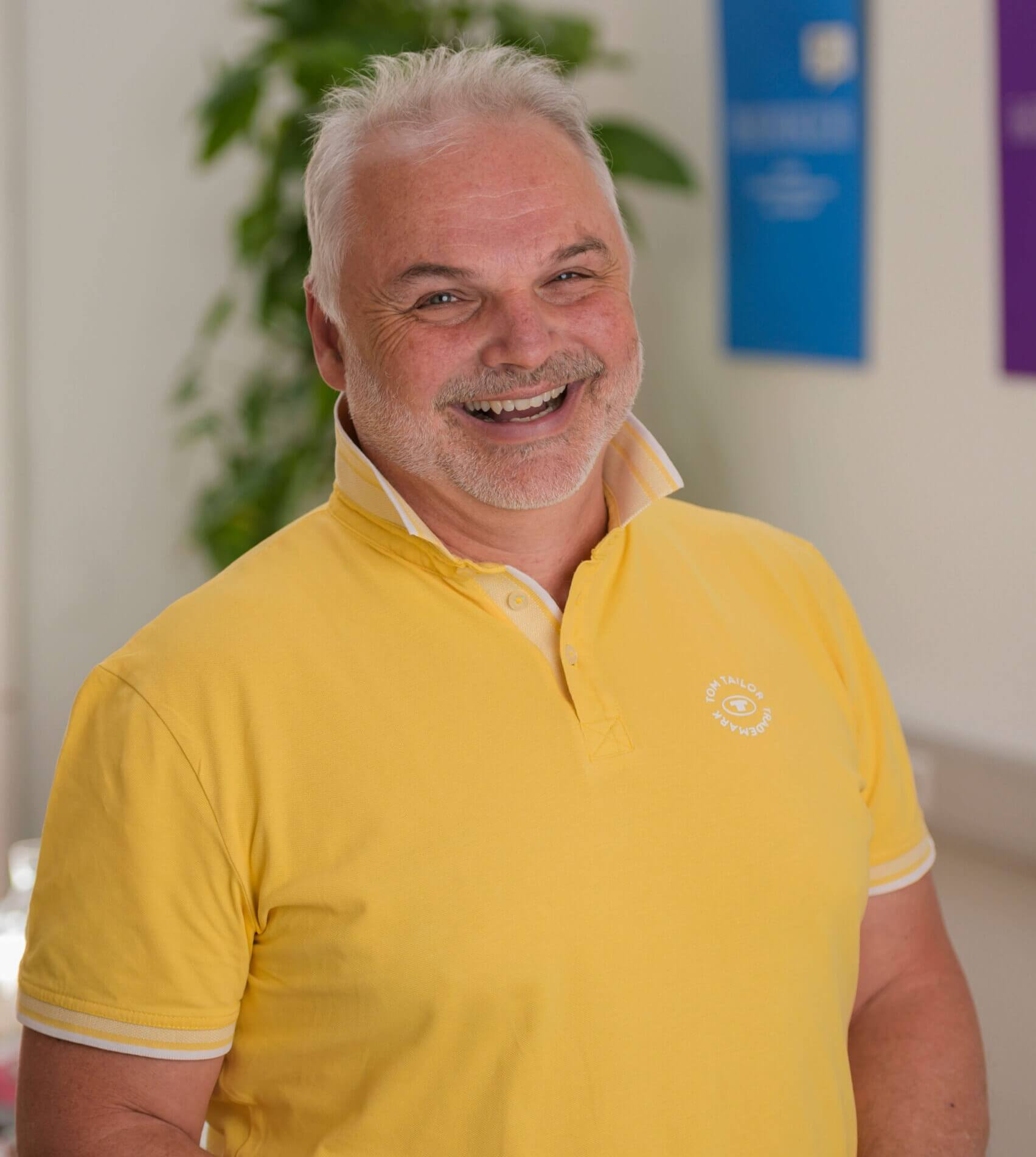
Gernot Brunner - Arzt, Coach und Trainer.

Gernot Brunner (* 13. März 1966 in Düsseldorf) ist ein österreichischer Mediziner mit Spezialisierung auf Innere Medizin, Intensivmedizin, Gastroenterologie und Hepatologie. Von 2008 bis 2018 war er Ärztlicher Direktor am LKH-Universitätsklinikum Graz. Neben seiner medizinischen Expertise ist er auch ein zertifizierter Coach und Trainer mit Fokus auf das Process Communication Model – PCM, Werte- und Sinncoaching sowie Stressprävention. Er lehrt als Lehrbeauftragter an der Medizinische Universität Graz und als Lektor an der Karl-Franzens-Universität Graz.

## Leben und Wirken
Gernot Brunner besuchte nach der Volksschule das Neusprachliche Bundesgymnasium Lichtenfels in Graz, wo er 1984 maturierte. Anschließend studierte er Humanmedizin an der Universität Graz und promovierte dort 1991 zum Doktor der Medizin.
Nach Absolvierung des Zivildienstes beim Österreichischen Roten Kreuz in Graz (Juli 1991-Jänner 1992) war er von Februar bis August 1992 in einer Lehrpraxis bei einem Facharzt für Innere Medizin in Graz tätig.
Im Oktober 1992 begann Brunner an der Medizinischen Universitätsklinik des LKH-Univ. Klinikum Graz seine Ausbildung zum Facharzt für Innere Medizin, die er im Jahr 1998 abschloss. Von 1998 bis 2001 absolvierte er ebendort weitere Ausbildungen zum Facharzt für Intensivmedizin und von 2001 bis 2004 zum Facharzt für Gastroenterologie und Hepatologie.
2001 habilitierte er sich im Fach Innere Medizin.
Nachdem Brunner bereits ab Oktober 2004 die Funktion des stellvertretenden Ärztlichen Direktors am LKH-Universitäts-Klinikum Graz übernommen hatte, wurde er mit 1. Dezember 2008 zum hauptamtlichen Ärztlichen Direktor dort berufen. I
Im April 2016 wurde Brunner zum Präsidenten des Österreichischen Netzwerks gesundheitsfördernder Krankenhäuser und Gesundheitseinrichtungen, kurz ONGKG, gewählt und übte diese Funktion bis Ende 2018 aus.
Weiters trat er im Jahr 2016 auch als Gründungsmitglied der Österreichischen Fachgesellschaft für Qualität und Sicherheit im Gesundheitswesen, kurz ASQS, in Erscheinung und ist in dieser Fachgesellschaft als Vorstandsmitglied aktiv tätig.
Im Juni 2017 übernahm Brunner als Nachfolger von Peter C. Scriba die Funktion des Aufsichtsratsvorsitzenden am Universitätsklinikum Carl Gustav Carus in Dresden.
Im Dezember 2018 beendete Brunner – nach zehnjähriger Tätigkeit – seine Funktion als Ärztlicher Direktor des LKH-Universitätsklinikums Graz. Für seine Verdienste um das LKH-Univ. Klinikum Graz wurde ihm von der Steiermärkischen Landesregierung das Goldene Ehrenzeichen des Landes Steiermark verliehen.
Gernot Brunner ist heute als niedergelassener Arzt, Coach und Unternehmensberater in Graz tätig.
Seit 1987 ist er mit der Diätologin Annemarie Brunner, MPH (Master of Public Health), verheiratet, mit der er drei erwachsene Kinder hat.